# Mark de Jonge
Mark de Jonge (n. 15 februarie 1984, Calgary, Alberta, Canada) este un caiacist ce a reprezentat Canada, medaliat olimpic. A participat la 3 ediții ale Jocurilor Olimpice (2012, 2016, 2020) în care a câștigat o medalie de bronz.